# بصائر ذوي التمييز
كتاب بصائر ذوي التمييز، مؤلفه هو محمد بن يعقوب الفيروزآبادي المتوفى سنة 817هـ، تناول المؤلف عددا من العلوم مثل: تفسير القرآن العظيم، وعلم الحديث النبوي وتوابعه، وعلوم المعارف والحقائق، وفي الفقه وأصوله، وكذلك علم الجدل واللغة والصناعات وغيرها، وذلك عبر ستة وخمسين مقصداً ذكرها المؤلف في صدر كتابه.
مؤلف الكتاب من أئمة اللغة والأدب، قاض، كان مرجع عصره في اللغة والحديث والتفسير، انتقل إلى شيراز وأخذ عن علمائها، واستمر بزبيد مدة عشرين سنة، وقدم في خلال هذه المدة مكة مرارا وجاور بالمدينة والطائف، وتوفي بزبيد سنة 817ه.
ومن مؤلفاته:
1. تنوير المقباس في تفسير ابن عباس.
2. تيسير فاتحة الإهاب في تفسير فاتحة الكتاب.
3. الدر النظيم المرشد إلى مقاصد القرآن الكريم.
4. حاصل كورة الخلاص في فضائل سورة الإخلاص.
5. قطبة الخشاف، شرح خطبة الكشاف. [بصائر ذوي التمييز في لطائف الكتاب العزيز، المجلس الأعلى للشئون الإسلامية - لجنة إحياء التراث، مجد الدين أبو طاهر محمد بن يعقوب الفيروزآبادى، (19، 22)]

ذكر المؤلف سبب تأليفه للكتاب بقوله: «فهذا كتاب جليل، ومصنف حفيل.. .جمع أشتات العلوم، وضم أنواعها، على تباين أصنافها، في كتاب مفرد؛ تسهيلا لمن رام سرح النظر في أزاهير أفنان الفنون، وتيسيرا لمن أراد الاستمتاع برائع أزهارها، ويانع ثمارها الغض المصون، وإعانة لمن قصد الإتراع خرائدها اللاتى كأنهن بيض مكنون. فيستغنى الحائز له الفائز به عن حمل الأسفار، في الأسفار حيث يجتمع له خزائن العلوم في سفر مخزون».

## مؤلف الكتاب
هو محمد بن يعقوب بن إبراهيم ابن عمر بن أبى بكر بن أحمد بن محمود بن إدريس الفيروز آبادي، من أئمة اللغة والأدب، قاض، كان مرجع عصره في اللغة والحديث والتفسير، انتقل إلى شيراز وأخذ عن علمائها، ثم انتقل إلى العراق، وجال في مصر والشام، ودخل بلاد الروم والهند. ورحل إلى زبيد سنة 796 هـ فتلقاه ملكها الأشرف إسماعيل وبالغ في إكرامه، وقرأ عليه، فسكنها وولي قضاءها. واستمر بزبيد مدة عشرين سنة، وقدم في خلال هذه المدة مكة مرارا وجاور بالمدينة والطائف. وتوفي بزبيد سنة 817ه.
ومن مؤلفاته:
1. تنوير المقباس في تفسير ابن عباس.
2. تيسير فاتحة الإهاب في تفسير فاتحة الكتاب.
3. الدر النظيم المرشد إلى مقاصد القرآن الكريم.
4. حاصل كورة الخلاص في فضائل سورة الإخلاص.
5. قطبة الخشاف شرح خطبة الكشاف.
6. شوارق الأسرار العلية.
7. منح الباري بالسيح الفسيح الجاري في شرح صحيح البخاري.
8. عدة الحكام في شرح عمدة الأحكام.
9. امتصاص الشهاد في افتراض الجهاد.
10. الإسعاد بالإصعاد إلى مرتبة الاجتهاد.
11. النفحة العنبرية في مولد خير البرية.
12. الصلات والبشر في الصلاة على خير البشر.
13. الوصل والمنى في فضائل منى.
14. المغانم المطابة.
15. مهيج الغرام، إلى البلد الحرام.
16. إثارة الحجون، إلى زيارة الحجون.
17. أحاسن اللطائف في محاسن الطائف.
18. فصل الدرة من الخرزة في فضل السلامة على الخبزة.
19. روضة الناظر في ترجمة الشيخ عبد القادر.
20. البلغة في تراجم أئمة النحاة واللغة.[3]

## سبب التأليف
ذكر المؤلف سبب تأليفه للكتاب بقوله: «فهذا كتاب جليل، ومصنف حفيل، ائتمرت بتأليفه الأوامر الشريفة، العالية المولية الإمامية السلطانية العلامية الهمامية الصمصامية الأعدلية الأفضلية السعيدية الأجلية الملكية الأشرفية، ممهد الدنيا والدين، خليفة الله في العالمين، أبو العباس إسماعيل بن العباس بن على بن داود ابن يوسف بن عمر بن على بن رسول. خلد سلطانه، أنار في الخافقين برهانه. قصد بذلك - نصره الله - جمع أشتات العلوم، وضم أنواعها، على تباين أصنافها، في كتاب مفرد؛ تسهيلا لمن رام سرح النظر في أزاهير أفنان الفنون، وتيسيرا لمن أراد الاستمتاع برائع أزهارها، ويانع ثمارها الغض المصون، وإعانة لمن قصد الإتراع خرائدها اللاتى كأنهن بيض مكنون. فيستغنى الحائز له الفائز به عن حمل الأسفار، في الأسفار حيث يجتمع له خزائن العلوم في سفر مخزون».

## موضوع الكتاب
تناول مؤلف كتاب بصائر ذوي التمييز عددا من العلوم مثل: تفسير القرآن العظيم، وعلم الحديث النبوي وتوابعه، وعلوم المعارف والحقائق، وفي الفقه وأصوله، وكذلك علم الجدل واللغة والصناعات وغيرها، وذلك عبر ست وخمسين مقصداً ذكرها المؤلف في صدر كتابه.

## منهج المؤلف في الكتاب
1. اشتمل الكتاب فضل القرآن.
2. تضمن الكتاب بعض المباحث العامة المتعلقة به، مثل: مبحث النسخ وما يتعلق به.
3. ذكر مباحث تتعلق بالقرآن حسب ترتيب السور المصحف.
4. ذكر عدة مباحث في كل سورة، مثل: موضع النزول، وعدد الآيات والحروف والكلمات، واختلاف القراء في عدد الآيات، ومجموع فواصل السورة، واسم السورة أو أسماؤها، وكذلك مقصود السورة، والناسخ والمنسوخ منها، وذكر المتشابه، ويختمها بفضل السورة.
5. عقد بحث إجمالي عن عدد آيات القرآن، وكذلك الكلمات والحروف.[4]

## طبعات الكتاب
1. دار الكتب العلمية، بتحقيق: محمد علي النجار.
2. لجنة إحياء التراث الإسلامي، بتحقيق: محمد علي النجار.
3. دار الباز للنشر والتوزيع، بتحقيق: عباس أحمد الباز.